# Andrzej Zbigniew Zieliński
Andrzej Zbigniew Zieliński (zm. 23 maja 2016) – polski chirurg, prof. dr hab. nauk medycznych, prezes Polskiego Towarzystwa Chirurgii Plastycznej, Rekonstrukcyjnej i Estetycznej.

## Życiorys
W 1966 ukończył studia medyczne w Akademii Medycznej w Białymstoku. 12 lipca 1976 obronił pracę doktorską Przeszczepy chrząstki allogennej w leczeniu zniekształceń nosa, 8 października 1991 habilitował się na podstawie pracy zatytułowanej Wpływ operacji naprawczych wargi górnej i podniebienia na wzrost szczęki: badania doświadczalne na psach. Pracował w II Katedrze Chirurgii Uniwersytetu Medycznego w Łodzi.
Został zatrudniony na stanowisku profesora nadzwyczajnego i kierownika w Katedrze i Klinice Chirurgii Plastycznej na Wydziale Lekarskim Collegium Medicum im. Ludwika Rydygiera w Bydgoszczy Uniwersytetu Mikołaja Kopernika w Toruniu.
Był prezesem Polskiego Towarzystwa Chirurgii Plastycznej, Rekonstrukcyjnej i Estetycznej.
Zmarł 23 maja 2016.